# Žatec

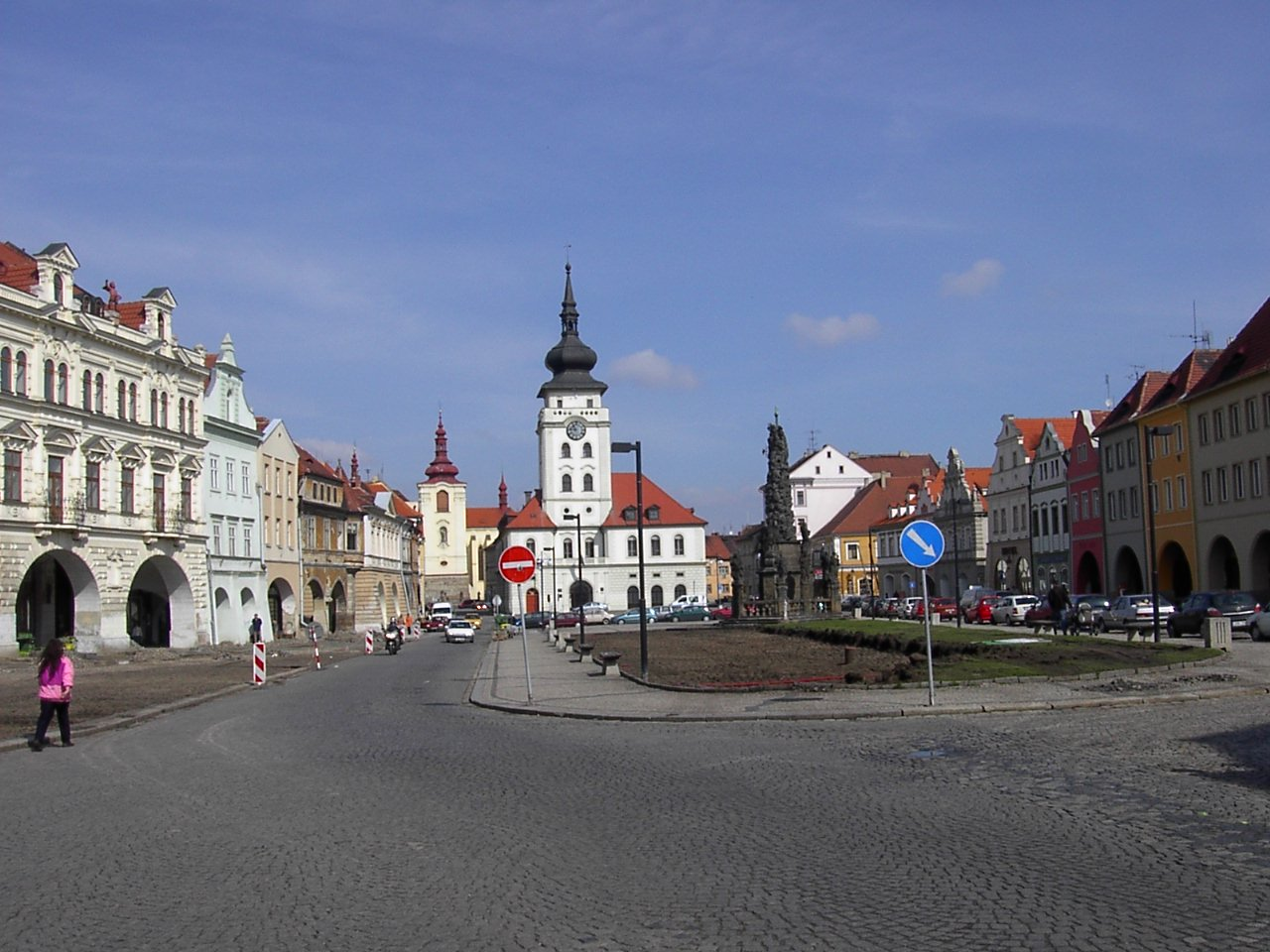
Žatec

Žatec (niem. Saaz) – miasto w Czechach, w kraju usteckim nad Ohrzą. Według danych z 31 grudnia 2003 powierzchnia miasta wynosiła 4 269 ha, a mieszkało tam 19 607 osób. Opady atmosferyczne w Žatcu wynoszą poniżej 400 mm (400 litrów na metr kwadratowy) i są najmniejsze w całych Czechach. Spowodowane jest to cieniem opadowym Rudaw.

## Historia
W X–XII wieku ziemie wokół Žatca posiadali Wrszowcy – czeski ród możnowładczy.
Najstarsze wzmianki o Žatcu (z roku 1004) można znaleźć w kronice Thietmara z Merseburga. W 1265 roku uzyskał prawa miejskie, a wraz z nimi prawo do warzenia piwa. Za panowania Karola IV należał do największych i najbardziej rozwiniętych miast w Czechach.

## Chmielarstwo i browarnictwo
Okolica, której centrum jest Žatec słynie z uprawy chmielu. Uprawa chmielu jest również inspiracją corocznego chmielowego festiwalu – Dočesnej. W mieście znajduje się muzeum chmielu, znany Instytut Chmielarski oraz siedziby wielu firm zajmujących się handlem tym surowcem. Žatecki chmiel jest na świecie bardzo ceniony ze względu na dużą zawartość gorzkawych, aromatycznych substancji, w tym m.in. lupuliny. 
W mieście znajduje się siedziba browaru Žatec, który z powodzeniem eksportuje swoje piwo i regularnie zyskuje nagrody na degustacjach w Czechach, jak i za granicą. W czerwcu 2006 r. žateckie piwo zwyciężyło na międzynarodowym festiwalu piwnym w australijskim Sydney.
W 2023 roku Žatec i krajobraz chmielu Saaz zostały wpisane na listę światowego dziedzictwa UNESCO.

## Demografia
| Rok             | 1970   | 1980   | 1991   | 2001   | 2003   |
| --------------- | ------ | ------ | ------ | ------ | ------ |
| Liczba ludności | 16 525 | 19 145 | 20 320 | 19 919 | 19 607 |

Źródło: Czeski Urząd Statystyczny

## Współpraca
Miejscowości partnerskie:
- Krasnystaw, Polska
- Nowoczeboksarsk, Rosja
- Poperinge, Belgia
- Thum, Niemcy
- Žalec, Słowenia